# ایدانهال
ایدانهال (به انگلیسی: Aidanhal) یک منطقهٔ مسکونی در هند است که در کارناتاکا واقع شده‌است.